# 札幌市立美園小学校
札幌市立美園小学校（さっぽろしりつ みそのしょうがっこう）は、北海道札幌市豊平区平岸5条7丁目にある市立小学校。
校木はサクラであり、校庭に植樹されている。校花は2000年に児童会の呼びかけによってエゾアジサイと決められた。
校名は美園となっているが、美園地区から道路を1本隔てて平岸地区に所在する。

## 沿革
出典
- 1955年（昭和30年）
  - 6月28日 - 通学区が決定し、札幌郡豊平町立美園小学校となる。
  - 8月15日 - 1期校舎建築完成（12教室・職員室）。
  - 8月21日 - 札幌市立月寒小学校より分割し、豊平町立美園小学校開校式挙行。開校時点の学級数12・児童数565名。
  - 8月28日 - PTA設立総会開催。
  - 11月15日 - 体育館が完成し、開校落成式挙行。
- 1956年（昭和31年）
  - 7月20日 - 4教室増築。
  - 9月23日 - 開校1周年記念式挙行、校歌・校旗制定。
- 1957年（昭和32年）5月26日 - 8教室増築、グラウンド新設。
- 1958年（昭和33年）8月24日 - 6教室増築
- 1959年（昭和34年）8月24日 - 豊平町立豊園小学校開校に伴い、通学区の変更。本校から児童356名転籍。
- 1960年（昭和35年）9月25日 - 体育館付設ステージ完成。
- 1961年（昭和36年）
  - 5月1日 - 豊平町の札幌市との合併に伴い、札幌市立美園小学校と改称。
  - 12月1日 - 通学区の変更に伴い、本校から児童173名が札幌市立豊園小学校へ転校。
- 1962年（昭和37年）6月20日 - 校内放送設備完成。
- 1963年（昭和38年）10月15日 - 教職調理室が完成し、学校給食開始。
- 1965年（昭和40年）
  - 9月21日 - 開校10周年記念式典挙行。
  - 11月24日 - 特別教室（理科室・音楽室）と北玄関等増築完成。
- 1967年（昭和42年）6月13日 - 児童数増加のためプレハブ教室増築（昭和47年度まで使用）。
- 1968年（昭和43年）12月24日 - 札幌市立東山小学校開校に伴い、通学区の変更。本校から児童482名転籍。
- 1971年（昭和46年）4月6日 - 教育目標改定。
- 1972年（昭和47年）10月27日 - グラウンド緑化工事完成。
- 1973年（昭和48年）10月24日 - 南・北トイレ水洗化工事完了。
- 1975年（昭和50年）
  - 8月21日 - 開校20周年記念式挙行。
  - 12月2日 - グラウンド改修工事完了。
- 1976年（昭和51年）
  - 5月31日 - 遊びのコーナー設置。
  - 7月1日 - 校木の制定。
- 1978年（昭和53年）
  - 3月25日 - 札幌市立みどり小学校開校に伴い、通学区の変更。本校から児童202名転籍。
  - 12月20日 - 放送室・図書室・図工室・家庭科室完成。
- 1979年（昭和54年）2月5日 - 体育科床板張り替え改修・暖房設備完成。
- 1982年（昭和57年）
  - 1月22日 - 校舎増築決定。
  - 5月10日 - 校舎改築に伴いプレハブ校舎へ引っ越し。
- 1983年（昭和58年）
  - 1月21日 - 新校舎へ引っ越し。だたし、3学級は旧校舎へ残留。
  - 4月12日 - 新校舎増築が決定し、第2期工事開始。
- 1984年（昭和59年）
  - 1月17日 - 新校舎の2期工事完了により、1学年3学級児童も新校舎へ引っ越し。
  - 4月9日 - 第3期工事決定、給食室改築により西岡南小学校と親子給食開始。
  - 5月1日 - プレハブ校舎に家庭科室・図工室・給食室が完成し、引っ越し。
  - 12月12日 - 第3期工事完了（給食室・普通教室2・北階段・北ホール）。
- 1985年（昭和60年）
  - 1月26日 - 体育館改築工事決定。
  - 2月6日 - 図工室復元工事完了。
  - 4月26日 - 体育館解体工事開始。
  - 10月25日 - 30周年記念事業「郷土資料室」設営完了。
  - 12月11日 - 新体育館落成。
- 1986年（昭和61年）
  - 6月23日 - 航空写真撮影（人文字・校章）。
  - 8月22日 - 記念碑「心ゆたかに」建立除幕式挙行。
  - 9月20日 - 開校30周年記念式典挙行し、祝賀会開催。記念誌「美園」発行。
  - 10月8日 - 飼育舎と温室完成。
  - 12月5日 - グラウンド整備工事完了(グラウンド整地、フェンス・スタンド・バックネット・砂場等）。
  - 12月13日 - 学習公園完成（築山・樹木帯・流水実験場・水田等）。
  - 12月20日 - コンビネーション遊具設置。
- 1987年（昭和62年）
  - 5月6日 - グラウンド整地完了。学習公園完成。
  - 5月21日 - スタンドつつじ植樹。
  - 6月6日 - 水田水道設備設置。
  - 10月14日 - 開校30周年記念植樹。
- 1989年（平成元年）
  - 3月1日 - 校内掲示写真全面張り替え。
  - 9月25日 - グラウンド北側柳等剪定。
- 1990年（平成2年）
  - 3月27日 - 磁石黒板取り付け完了。
  - 4月6日 - 通学区域変更。
  - 9月11日 - 体育館ステージ照明取り付け。
  - 9月27日 - 開校35周年記念航空写真撮影（人文字・心ゆたかに）。
- 1991年（平成3年）4月2日 - 音楽室ステレオ一式設置。
- 1992年（平成4年）
  - 2月13日 - 職員室黒板を磁石黒板に取り替え。
  - 7月8日 - プール完成。
- 1993年（平成5年）
  - 3月4日 -  家庭科室完成。
  - 5月2日 - 前庭・校舎南側花壇整備。
- 1994年（平成6年）
  - 2月21日 - ｢郷土資料室｣を1階に移動し、整備。
  - 2月28日 - パソコン2台設置。
  - 5月2日 - 体育館放送機器更新。
  - 5月10日 - 学習園に花壇新設。
  - 6月3日 - 音楽室のグラウンドピアノを更新。
- 1995年（平成7年）
  - 4月10日 - 学級園に「さくら」植樹。
  - 4月28日 - 放送室放送機器更新。
  - 7月5日 - 開校40周年記念航空写真撮影。
  - 10月7日 - 開校40周年記念｢祝う会｣と｢祝賀会｣ 開催。
- 1999年（平成11年）
  - 3月3日 - コンピュータ室完成。
  - 11月1日 - 変化鏡贈呈式挙行。
- 2001年（平成13年）4月 - ランドセルカバー贈呈式挙行。
- 2002年（平成14年）
  - 3月2日 - 多目的室完成。
  - 9月2日 - グラウンドスタンド全面修理完成。
- 2003年（平成15年）7月 - 校内ラン完成。
- 2005年（平成17年）6月 - 開校50周年記念航空写真撮影。
- 2006年（平成18年）2月 - 開校50周年記念式典挙行し、祝賀会開催。
- 2007年（平成19年）
  - 4月1日 - ランドセルカバー贈呈式挙行。
  - 8月 - グラウンド改修工事開始。
  - 9月 - 防犯訓練実施。
  - 12月 -  電気暖房集中監視制御盤改修工事。
- 2008年（平成20年）
  - 4月2日 - グラウンド改修（望月寒川流域貯流施設整備）最終工事。
  - 6月1日 - 光庭床(北側)・防火扉改修工事終了。
- 2009年（平成21年）
  - 6月3日 - 外国語活動、授業開始。
  - 11月20日 - 学校への芸術家派遣事業。
- 2010年（平成22年）
  - 3月17日 - ICT機器整備事業によるコンピュータ配置。
  - 3月24日 - 大型テレビを各教室に配置。
  - 8月4日 - 図書館床張替工事。
- 2011年（平成23年）
  - 5月20日 - プール鉄骨塗装工事。
  - 8月4日 - 体育館雨漏り補修工事終了。
  - 8月16日 - 給食室床工事完了。
- 2012年（平成24年）
  - 2月4日 - PTAよりビブス（500枚）の寄贈。
  - 5月14日 - グラウンドのウンリュウヤナギ等剪定。
- 2013年（平成25年）
  - 3月8日 - コンピュータ室機器更新。
  - 8月13日 - 体育館照明全面交換工事。
- 2015年（平成27年）
  - 4月6日 - あじさい学級開設。
  - 11月5日 - 60周年記念式典挙行。
- 2017年（平成29年）4月6日 - 自閉症・情緒障がい学級開級。
- 2019年（令和元年）6月17日 - SASUKE開始（体力向上ウイーク）。
- 2020年（令和2年）
  - 2月28日 - この日から3月25日まで、新型コロナウイルス感染症に係る臨時休校。
  - 3月23日 - 第65回卒業証書授与式は通常通り行われたが、新型コロナウイルス感染拡大防止対策で、卒業生と教職員のみ参列した。
  - 4月14日 - この日から5月31日まで、新型コロナウイルス感染症に係る臨時休校。5月31日開催予定だった運動会は中止となった。
  - 6月1日 - この日から6月12日まで、分散登校実施。6月12日開催予定だった水泳学習・学習発表会は中止となった。
  - 8月6日 - 1学期終業式挙行（夏季休業短縮）。
  - 8月16日 - 6学年児童のみ午前授業実施（給食無し）。

## 通学区域
出典
- 豊平区
  - 平岸4条7丁目
  - 平岸5条6丁目～7丁目
  - 美園5条4丁目～8丁目
  - 美園6条4丁目～8丁目
  - 美園7条4丁目～8丁目
  - 美園8条1丁目～8丁目
  - 美園9条1丁目～8丁目
  - 美園10条4丁目～8丁目
  - 美園11条4丁目～8丁目
  - 美園12条6丁目～7丁目

## 進学先中学校
出典
- 札幌市立陵陽中学校 - 美園地区（10条4丁目と11条4丁目を除く）から通う児童の主な進学先中学校。
- 札幌市立八条中学校 - 平岸地区と美園10条4丁目・美園11条4丁目から通う児童の主な進学先中学校。

## アクセス
学校正門（校門）まで
- 札幌市営地下鉄東豊線美園駅（出口1）から、徒歩約545m・約9分。
- 北海道中央バス「平50」平岸線・「平79」西岡平岸線・「平89」羊ケ丘線で、「平岸5条8丁目」停留所より、
  - 豊平区役所・西岡・福住・羊ヶ丘展望台方面行のりばから、徒歩約365m・約6分。
  - 地下鉄南北線平岸駅行のりばから、徒歩約475m・約8分。
    - なお、平岸駅方面行のりばは、豊平区役所方面行のりばのすぐ近くだが、停留所付近に横断歩道が無く、付近の市道交差点の横断歩道に廻る必要があるため、若干の遠回りとなる。

## 周辺
- 札幌市立平園公園 - 札幌市道をはさんで、敷地が隣接。
- 札幌市南部市税事務所
- 札幌平岸五条郵便局
- 学校周辺には、平園公園以外の公園も点在するほか、中小規模のマンション・アパートや医療機関も点在する。